# 1-4-0

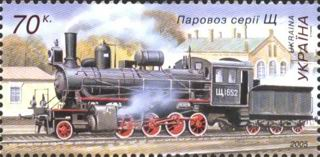
Российский паровоз Щ типа 1-4-0

Схематичное изображение колёс паровоза типа 1-4-0

Тип 1-4-0 — паровоз с четырьмя движущими осями в одной жёсткой раме и одной бегунковой осью. Является дальнейшим развитием типа 0-4-0, так как благодаря наличию дополнительной оси позволял установить более мощный паровой котёл; также может рассматриваться как усиление типа 1-3-0.
Методы записи для разных классификаций:
- Международная (UIC): 1D
- Американская: 2-8-0
- Испанская и французская: 140
- Российская: 1-4-0
- Швейцарская: 4/5

Паровозы данного типа получили распространение в конце XIX века, когда применялись на грузовых перевозках, придя на смену типу 0-4-0. Однако уже к середине второго десятилетия XX века их тяги оказалось недостаточно, в связи с чем им на смену пришли паровозы с пятью движущими осями.

## Эксплуатация

### Российская империя
Из русских железных дорог первой эксплуатировать паровозы данного типа стала Владикавказская железная дорога, которая в 1895 году заказала, а в 1896 году получила 80 локомотивов производства американского завода Baldwin Locomotive Works, которые в 1912 году получили обозначение серии Х.
Параллельно с этим инженер Вацлав Лопушинский разработал проект паровоза типа 1-4-0, по которому с 1896 по 1904 год российскими и иностранными (немецкие и франко-бельгийские) заводами было построено 214 локомотивов, которые до 1899 года строились для Владикавказской железной дороги (103 штуки), а с 1900 года — для Китайско-Восточной (111 штук). В 1912 году этим паровозам присвоили серию Ц.
Помимо двух указанных, на железных дорогах Российской империи эксплуатировались следующие серии паровозов типа 1-4-0:
- Р — отличались четырёхцилиндровой машиной-компаунд (на Х и Ц стояла двухцилиндровая); строились с 1899 по 1911 год, а всего было выпущено 477 штук. Положительно зарекомендовал себя для работы на равнинных участках, но плохо работал на дорогах с ломаным профилем (периодические спуски и подъёмы).
- Ш — усиленная версия паровоза Ц (повышен сцепной вес и увеличены размеры паровой машины); строился с 1901 по 1907 годы на Брянском и Харьковском заводах, а всего был выпущен 161 локомотив. Единственный русский паровоз, у которого на листовую раму были поставлены блочные цилиндры, но это и стало его «ахиллесовой пятой», так как крепления цилиндров периодически расшатывались.
- Щ — усиленная версия уже паровоза Ш, при этом была изменена конструкция ряда узлов. Строился с 1906 по 1918 годы рядом заводов, а всего было построено 1910 штук. Известен также как паровоз «нормального типа 1905 г.». Проект был разработан инженером Александром Раевским, но серию назвали в честь профессора Николая Щукина, который был основным инициатором создания этого паровоза.
- И — от остальных отличается тем, что является пассажирским паровозом. Строил их Коломенский завод, который с 1909 по 1911 годы выпустил всего 19 локомотивов; все они поступили на Московско-Казанскую железную дорогу.

Основным конкурентом типа 1-4-0 на российских железных дорогах стал тип 0-5-0, так как при одинаковом числе осей он имел больший сцепной вес, то есть мог тянуть больше вагонов. Однако и у типа 1-4-0 были сторонники, в том числе профессор Щукин, который хотел увеличить провозную способность железных дорог за счёт повышения скоростей поездов, то есть чтобы за определённый интервал времени провести не малое число тяжёлых поездов, а большое число лёгких. Впоследствии это мнение привело к тому, что в годы Первой мировой войны на русских железных дорогах появилась усиленная версия типа 1-4-0 — 1-5-0.

### Советский Союз
На советских железных дорогах на основных грузовых направлениях работали паровозы с пятью движущими осями, а оставшиеся со времён империи паровозы типа 1-4-0, как и более слабые, эксплуатировались на малодеятельных и второстепенных линиях, где многие проработали до конца 1950-х годов, застав конец паровозной эпохи.
Советские заводы паровозов типа 1-4-0 не строили. Однако немало представителей этого типа поступили в СССР во время Второй мировой войны по репарациям, в том числе польские (например, Tr20), румынские, финские и немецкие. Также в 1943 году по ленд-лизу американские заводы ALCO и Baldwin поставили 200 паровозов USATC S160, которые на советских железных дорогах получили серию ША.
Примечательно, что первый советский маневровый тепловоз — Оэл7 — также относился к типу 1-4-0 (а точнее — 1-40-0).